# Klasifikacija plemena američkih Indijanaca: Machacali-Salinan
Klasifikacija plemena američkih Indijanaca: Aconipa-Caraja
Klasifikacija plemena američkih Indijanaca: Carib-Lutuami
Klasifikacija plemena američkih Indijanaca: Machacali-Salinan
Klasifikacija plemena američkih Indijanaca: Salish-Zuñi

## Machacalian
Brazil. →phylum Ge-Pano-Carib, →Velika porodica Macro-Ge.
- Kapoxó (Kaposó)
- Kumanaxó (Kumanaso/ Cumanaxô). Minas Gerais.
- Macuni (Makoni, Moaquanhi), Minas Gerais.
- Maxakali (Maxakalí, Machaculi, Maxakuli, Masakari, Maxakari). Minas Gerais, Bahia.
- Monoxó (Monosó, Monaxó, Monã-txiu).- Bahia, Minas Gerais.
- Pañame (Panháme), Minas Gerais
- Paraxim (Paraxín), Minas Gerais.

## Mainan(Omurano)
Peru
- Roamaina
- Taushiro (Pinche, inchi)
- Zapa.

## Makú
Brazil, Venezuela. → Macro-Tucanoan.
- Makú.

## Makuráp
Brazil.
Makuráp

## Manguean
Honduras; Nikaragva; Meksiko, Chiaps. →Velika porodica Oto-Manguean.
- Chiapanec, Chiapas,
- Choluteca, Honduras.,
- Chorotega
- Mangue (Nicaragua):
  - Nagrandan, Nicaragua,
- Orotiña:
  - Orosi ([Orisi), Costa Rica.

## Mariposan(Yokuts)
SAD, California. →Velika porodica Penutian
- Buena Vista Yokuts,
  - Tulamni.
- Chauchila Yokuts,
  - Northern Valley Yokuts: 
    - Wakichi. 

  - Southern Valley Yokuts: 
    - Yauelmani.
- Chukchansi Yokuts.
  - Kings River Yokuts: 
    - Toihicha;  

  - Northern Foothill Yokuts: 
    - Toltichi; 

  - Poso Creek Yokuts: 
    - Paleuyami; 

  - Tule-Kaweah Yokuts: 
    - Yokod.

## Mascoian
Paragvaj. →Phylum Ge-Pano-Carib, →Velika porodica Macro-Panoan.
- Angaite,
- Caiotugui,
- Casquiha,
- Enenslet,
- Lengua (Gekoinlahaak), 
  - Enxet
- Machicui,
- Mascoi,
- Sanapana,
- Sapuki

## Mataco-Macan
Paragvaj; Argentina. →Phylum Ge-Pano-Carib, →Velika porodica Macro-Panoan, →porodica Mataco-Guaycuruan
- Abucheta, Argentina.
- Ashluslay (Paraguay),
- Choroti, Paraguay; Argentina.
- Enimaca, Paraguay,
- Guentuse, Paraguay; Argentina.
- Guisnay, Paraguay; Argentina.
- Hueshuo, Argentina.
- Lengua, Paraguay,
- Mataco (Mataguayo),
- Mataguayo,
- Noctenes, Argentina.
- Pesatupe, Argentina.
- Vejoz, Argentina.

## Matanawí
Brazil. →Velika porodica Macro-Chibchan, porodica Muran
- Matanawí.

## Mayan
Meksiko, Belize, Gvatemala, Honduras.
- Cakchiquel
- Chol
- Chontal
- Chorti
- Chuje
- Huastec
  - Chicomuceltec
- Ixil
  - Aguacatec
  - Ixil
- Kanjobal
  - Akatek
  - Jacaletc
- Kekchi
- Mame
  - Mame
  - Teco
- Maya
  - Cruzob (Santa Cruz Indijanci)
  - Icaiche
  - Itzá
  - Lacandon
  - Mopán
- Motozintlec
  - Tuzantec
- Pokomam
  - San Salvador
- Pokonchi
- Quiché
  - Sipakapense
- Tojolabal
- Toquegua
- Tzeltal
- Tzotzil
  - Zinacanteco
- Tzutuhil
- Uspantec

## Misumalpan(Misuluan)
Honduras; Nikaragva. →Velika porodica Macro-Chibchan
- Bambana,
- Kukalaya,
- Kiwahka,
- Matagalpa
  - Cacaopera,
  - Chato,
  - Dule,
  - Matagalpa, Honduras, Nikaragva
  - Pantasma
- Miskito
  - Baldam,
  - Kabo,
  - Mam (Honduras), 
  - Mískito,
  - Tauira (Tawira),
  - Wanki.
- Sumo
  - Bawihka,
  - Baymunana (?)
  - Boa,
  - Coco
  - Dudu
  - Huasabane,
  - Ku,
  - Kukra,
  - Lakus,
  - Musutepes,
  - Panamaka,
    - Karawala,

  - Pispis,
  - Prinzo,
  - Silam,
  - Sumo,
  - Tawahka,
  - Ulva,
    - Guanexico, Honduras, Nikaragva, 

  - Yasika,
  - Yosco.
- Sumo-Sirpe,
- Tungla.

## Mixe-Zoquean
- Mixe,
- Zoque
- Popoluca
  - Oluta. govore Mixe jezikom 
  - Sayula. govore Mixe jezikom
  - Sierra Popoluca. Veracruz, govore zoque.
- Tapachultec, Chiapas.

## Mixtecan
Meksiko. →Velika porodica Oto-Manguean.
- Amuzgo (Amishgo),
- Cuicatec,
- Mixtec,
- Trique.

## Moquelumnan
SAD, California. →Velika porodica Penutian
- Miwok.
  - Bay Miwok: Scanlon, Wolwon (Volvon, Bolbon), Chupcan, Julpun, Ompin.
  - Central Miwok.
  - Coast Miwok: Olamentko (Olamentke), Lekahtewut (Lekatewutko), Hookooeko.
  - Lake Miwok.
  - Northern Miwok.
  - Plains Miwok.
  - Southern Miwok.

## Mosetenan
Bolivija. →Phylum Ge-Pano-Carib, →Velika porodica Macro-Panoan.
- Chimane
- Mosetene

## Moviman
Bolivija. → Macro-Tucanoan.
- Movima (Mobima).

## Munichean
Peru. → Macro-Tucanoan
- Muniche
  - Otanabe.

## Muran
Brazil. →Velika porodica Macro-Chibchan
- Bohurá
- Jahahí
- Múra
- Pirahã

## Murato
Peru. →Velika porodica Andean ili Equatorial. 
- Candoshi
- Shapra

## Muskhogean
SAD, Alabama, Georgia, Florida, Mississippi. →Velika porodica Macro-Algonquian
- Acolapissa,
- Alabama,
- Apalachee,
- Apalachicola,
- Bayogoula,
- Chakchiuma,
- Chatot,
- Chiaha,
- Chickasaw,
- Choctaw,
- Choula,
- Cusabo:
  - Ashepoo
  - Combahee
  - Edisto
  - Escamacu
  - Etiwan
  - Kiawah
  - Stono
  - Wando
  - Wimbee
- Guale,
- Hitchiti,
- Houma,
- Ibitoupa,
- Kaskinampo,
- Koasati,
- Mikasuki,
- Mobile,
- Mugulasha,
- Muklasa,
- Muskogee (Creek), 
  - Abihka
  - Atasi
  - Coosa
  - Coweta
  - Eufaula
  - Hilibi
  - Holiwahali
  - Kasihta
  - Okchai
  - Pakana
  - Tukabahchee
  - Wakokai
  - Fus-hatchee
  - Kan-hatki
  - Kealedji
  - Kolomi
  - Wiwohka
  - Ninnipaskulgee (Road Indians)
  - Talapoosa
- Napochi,
- Oconee,
- Okelousa,
- Okmulgee,
- Pascagoula,
- Pawokti,
- Pensacola,
- Quinipissa,
- Sawokli,
- Seminole,
- Tamathli,
- Tangipahoa,
- Taposa,
- Tohome,
- Tuskegee,
- Yamasee,
- Yufera (?).

## Nahuatlan
Meksiko; Gvatemala; Kostarika; Nikaragva, Salvador; Honduras; Panama. →Velika porodica Aztec-Tanoan, →porodica Juto-Asteci.
- Alaguilac Guatemala,
- Aztec, 
  - Acolhua
  - Tenochca Mexica
  - Tlakopanci.
- Bagaces Costa Rica
- Cazcan, 
  - Cazcan,
  - Coca,
  - Tecuexe,
- Chuchures, možda i Suman, kod Point Manzanillo, Panama.
- Cuyuteca,
- Desaguadero Costa Rica),
- Lagunero (Irritila), Bande: Ahomamas, Alamamas, Caviseras, Daparabopos, Hoeras, Maiconeras, Meviras, Miopacoas, Ochoes, Paogas, Vassapalles, Yanabopos.
- Meztitlaneca,
- Michoaca,
- Nahuatlate (Nicaragua),
- Negritos,
- Nicarao Nicaragua
- Pipil, Gvatemala, Honduras, El Salvador, 
  - Nonualco
- Pochutla (Pochutec), Oaxaca
  - Giamina, nestali.
- Quauhquechollan-Xelhua, Puebla.
- Sayulteca,
- Sigua (Panama),
- Teco-Tecoxquin,
- Tepaneca,
- Tepeaca,
- Teul,
- Tlahuica,
- Tlatluikanci
- Tlaxcalteca (Tlascala).
- Tolteca-Chichimeca, Meksiko; Gvatemala ?,
- Totorame,
- Zacateco.

## Natchesan
SAD, Mississippi. →Velika porodica Macro-Algonquian
- Avoyel,
- Natchez,
- Taensa.

## Natú
Brazil
- Natú, Alagoas, Sergipe.

## Nhambicuaran
Brazil. →Velika porodica Ge-Pano-Carib 
- Nambikwara (Nhambicuara)
  - Galera
  - Lakondê
  - Tagnani

## Nootkan
Kanada, British Columbia /otok Vancouver/; SAD, Washington. Pripadaju porodici Wakashan.
- Ahousaht,
- Checleset (Chaicclesaht),
- Clayoquot,
- Ehatisaht,
- Ekoolthaht,
- Hachaaht,
- Hesquiaht,
- Kelsemaht,
- Klahosaht,
- Kwoneatshatka,
- Kyuquot,
- Makah, Makah Indian Reservation, Washington.
  - Ozette, Washington.
- Manosaht,
- Mooachaht,
- Muchalat,
- Nitinat,
- Nuchatlitz (Nuchatlaht),
- Oiaht (Ohiaht),
- Opitchesaht,
- Pacheenaht,
- Seshart (Tseshaht),
- Toquart (Toquaht),
- Uchucklesaht (Uchucklesit),
- Ucluelet.

## Ofayé
Brazil. →Phylum Ge-Pano-Carib, →Velika porodica Macro-Ge.
- Ofayé (Opaye, Ofayé-Xavante, Opayé-Xavante), Mato Grosso do Sul.

## Olivean
Meksiko
- Olive.

## Oti
Brazil. →Phylum Ge-Pano-Carib, →Velika porodica Macro-Ge.
- Oti (Oti-Xavante, Oti-Chavante), Sao Paulo.

## Otomacan
Venezuela. → Equatorial.
- Otomaco
- Taparita.

## Otomian(Oto-Pamean)
Meksiko. →Velika porodica Oto-Manguean.
- Matlatzinca
  - Quata.
- Mazahua,
- Otomí,
- Pame:
  - Tonaz.

## Palaihnihan
SAD, California. →Velika porodica Hokan
- Achomawi: 
  - Madehsi (Montgomery Creek people),
- Atsugewi: 
  - Apwarukei (Aporidge), 
  - Atsugewi (Atsuge).

## Pankaruru
Brazil
- Jiripancó
- Pankararé,
- Pankaru,
- Pankaruru,

## Panoan
Brazil; Peru; Bolivija. →Phylum Ge-Pano-Carib, →Velika porodica Macro-Panoan, →porodica Pano-Tacanan
- Amahuaca (Amawaka),  Peru, Brazil, 
  - Cashinawa
    - Sheminawa

  - Inuvakeu
  - Viwivakeu
- Pichobo, Peru.
  - Pichobo (Pisobo)
  - Soboibo
    - Ruanawa

  - Mochobo
    - Comobo
- Arasaire
- Araua, Peru.
- Atsahuaca (Atsawaca)
  - Yamiaca, Peru.
- Busquipani, Peru.
- Cachinaua (Kaxinawa), Brazil
- Capanahua (Kapanawa, Capanawa), Peru.
  - Capanawa
    - Buskipani

  - Remo, Peru.
    - Sacuya (Sacuia, Sakuya), Brazil

  - Maspo, Peru.
    - Epetineri, (epitineri) Peru.

  - Niaragua (Niarawa), Peru.
  - Nucuini, Brazil
    - Cuianaua (Kuyanawa, Cuyanawa), Brazil

  - Puyamanawa Puyamanahua, Peru.
- Carapacho (), Peru.
- Catuquina (Katukina), Brazil
  - Arara, Brazil
  - Ararapina
  - Araraua (Ararawa), Brazil
  - Saninawa
- Comobo, Peru.

Chama
- Conibo, Peru.
  - Conibo
  - Shipibo (Xipibo): a. Caliseca, Sinabo ()?); b. Manamabobo, Manava.
  - Setebo: a. Sensi; b. Panobo (pano, pelado, manoa i cashiboyano)
- Cashibo, Peru.
  - Cashibo (comabo): a. Cacataibo; b. Cashiño; c. Ruño; d. Buninawa; e. Carapacho ()?); f. Puchanawa; g. Shirinó
- Contanaua (Kontanawa), Brazil
- Culino (Kulino, Curina), Brazil
- Espino, Brazil
- Jaminaua (Yaminawa), Brazil
  - Maxonawa
- Jauanaua (Yawanawá), Brazil
- Jauavo (Yauavo), Brazil
- Jumbanaua, Brazil
- Jura, Brazil
- Kanamari Canamari, Brazil
- Kaxarari
- Manaua, Brazil
- Marúbo
- Matsés (Mayoruna)
- Marinaua, Brazil
- Matís
- Pacaguara (Bolivia; Brazil ?),
- Capuibo, Bolivija
- Caripuna, Brazil
  - Jacaria, Brazil
  - Pamá (Pamaná)
- Chacobo, Bolivija.
- Nokamán
- Sinabo, Bolivija.
- Pacanaua (Pakanawa), Brazil
- Poianaua (Poyanawa), Brazil
- Povanawa
- Ruanagua, Peru.
- Runanaua (Rununawa), Brazil
- Saninauaca, Brazil
- Shipinawa (Chipinaua, Xipinawa), Brazil
- Sinabo, Peru.
- Soboibo, Peru.
- Tuchinaua (Tuxináwa), Brazil
- Zurina, Brazil

## Pataxó
Brazil
- Pataxó

## Payan
Honduras. Izolirani ili →Velika porodica Macro-Chibchan (?)
- Paya.

## Peban(Peba-Yaguan)
Peru. →phylum Ge-Pano-Carib, →Velika porodica Macro-Cariban.
- Peba,
- Yagua
- Yameo.

## Piman
SAD, Arizona; Meksiko. →Velika porodica Aztec-Tanoan, →porodica Juto-Asteci, ogranak Sonoran.
- Colotlan,
- Papago (Mexico, United States),
- Pima (Mexico, United States), 
  - Himeri,
  - Piato,
  - Potlapigua,
- Pima Bajo, 
  - Cocomacaque,
  - Nebome,
  - Ure,
  - Yecora.
- Quahatika,
- Sobaipuri (Arizona),
- Tepehuane
  - Tepecano,
  - Tepehuane del Norte,
  - Tepehuane del Sur,
- Teul,
- Vigitega.

## Popolocan
Meksiko. →Velika porodica Oto-Manguean.
- Chocho,
- Ixcateco,
- Mazatec
  - Guatinicamame.
- Popoloca.

## Puelche
Argentina. →Velika porodica Andean
- Puelche (Guennaken).

## Puinavean
Kolumbija, Brazil. → Macro-Tucanoan.
- Puinave
- Nukak
- Kakwa (Querari)
- Hupda
- Nadêb (Marahan)
- Dâw (Kamâ).

## Pujunan
SAD, California. →Velika porodica Penutian
- Konkow
- Maidu,
- Nisenan.

## Puquinan
Bolivija
- Callahuaya.
- Puquina.

## Puri-Coroado
Brazil. →Phylum Ge-Pano-Carib, →Velika porodica Macro-Ge.
- Coroados:
  - Sasaricon.
- Coropó
- Puri (Telikong, Paqui)
  - Xamixuma.
- Bacunin,
- Bocayú,
- Caxiné,
- Guarú, Rio de Janeiro
- Guarulho, Minas Gerais
- Paraíba,
- Pitá,
- Xumeto.

## Puruborá
- Puruborá

## Quechuan
Peru; Bolivija; Argentina; Kolumbija; Ekvador; Čile. → Andean, → Quechumaran.
- Canelos
- Cavinas
- Chachapoya
- Inga,
- Ingano,
- Quechua
- Quechua del Pastaza y del Tigre
- Quichua de Imbabura,
- Quijo
- Yumbos

## Quoratean
SAD, California. →Velika porodica Hokan
- Karok.

## Rama
Nikaragva; Kostarika. →Velika porodica Macro-Chibchan.
- Catapa,
- Cocora, Nicaragua,Río Cocora.
- Corobici, Kostarika, istočno od jezera Nicaragua.
- Gotane, Costa Rica,
- Guatuso, Costa Rica,
- Melchora, Nikaragva, sjeveroistočno od jezera Nicaragua.
- Patica,
- Pocora,
- Rama, Nikaragva, između Río San Juan i Atlantika. Sada na Rama Key, Bluefields.
- Tice,
- Turrin,
- Voto, Kostarika, južno od Río San Juan.
- Xurru.

## Sabelan
Ekvador. → Phylum Andean-Equatorial, → Velika porodica Andean
- Huaorani (Auca)
  - Oñamenane, Mima, Quemperi, Tagaeri, Taromenane‎.

## Salinan
SAD, California. →Velika porodica Hokan
- Salinan.

|}